# 4693 Drummond
4693 Drummond este un asteroid din centura principală, descoperit pe 28 noiembrie 1983 de Edward Bowell.